# Wayne Thomas (Eishockeyspieler)
Robert Wayne Thomas (* 9. September 1947 in Ottawa, Ontario; † 16. Juli 2025 in Falmouth, Massachusetts, USA) war ein kanadischer Eishockeytorwart, -trainer und -funktionär. Während seiner Karriere spielte er zwischen 1972 und 1981 für die Canadiens de Montréal, Toronto Maple Leafs und New York Rangers in der National Hockey League (NHL). Während der Saison 2002/03 übernahm er für kurze Zeit den Posten als General Manager der San Jose Sharks. Später war er Vizepräsident, Assistenz-General-Manager und Torwarttrainer des Teams aus Nordkalifornien sowie General Manager der Worcester Sharks.

## Karriere als Spieler
Thomas spielte während seiner Collegezeit an der University of Minnesota Duluth und University of Wisconsin–Madison. Bevor er aber sein erstes NHL-Spiel bestritt, wurde er zunächst von den Toronto Maple Leafs zu den Los Angeles Kings transferiert und von diesen zwei Jahre später zu den Canadiens de Montréal. Dort stand er im Januar 1973 erstmals im Tor bei einem NHL-Spiel. Bis Ende der Saison 1974/75, in der er kein Spiel bestritt, blieb Thomas bei den Canadiens. Im Sommer 1975 kehrte der Kanadier nach Toronto zurück, wo er für zwei Jahre blieb und 1976 zum NHL All-Star Game eingeladen wurde. Kurz nach Beginn der Saison 1977/78 nahmen ihn die New York Rangers von der Waiver-Liste unter Vertrag, bei denen er bis zum Ende der Saison 1980/81 spielte. Danach beendete er seine aktive Karriere und wechselte in den Trainerstab der Rangers.

## Karriere als Trainer und General Manager
Für vier Jahre war Thomas ein Assistenztrainer der Rangers, bevor er zur Saison 1985/86 seinen ersten Job als Cheftrainer annahm. Bei den Salt Lake Golden Eagles in der International Hockey League (IHL) übernahm er für zwei Spielzeiten das Traineramt und gewann 1986 den Turner Cup, ehe er in der Saison 1987/88 als Assistenzcoach bei den Chicago Blackhawks in die National Hockey League zurückkehrte. Dort blieb er jedoch nur ein Jahr. Er verließ die NHL wieder in Richtung IHL, diesmal für zwei Jahre als Cheftrainer der Peoria Rivermen. Zur Saison 1991/92 kam der Kanadier wieder in die NHL zurück. In Diensten der St. Louis Blues stand er bis 1993 als Assistenztrainer hinter der Bande. Seit 1993 war Thomas im System des Franchise der San Jose Sharks tätig. Von 1993 bis 1996 war er unter Kevin Constantine und Jim Wiley Assistenztrainer. Danach begann er seine Karriere als General Manager. Seine erste Station waren die Kentucky Thoroughblades, ein früheres Farmteam der Sharks, mit denen Thomas im Sommer 2001 nach Cleveland umzog und somit General Manager der Cleveland Barons wurde. Nachdem die Sharks während der Saison 2002/03 den damaligen General Manager Dean Lombardi entließen, übernahm Thomas für den Rest der Saison auch das Amt des General Managers des NHL-Teams. Seit der Saison 2006/07 war er General Manager der Worcester Sharks, dem Nachfolgeteam der Cleveland Barons. Zudem war er als Assistent des General Managers der San Jose Sharks und Vizepräsident der Organisation tätig. Seit dem Tod von Warren Strelow im April 2007 arbeitete er zudem als Torwarttrainer des NHL-Teams, wobei er ab dem Sommer 2008 von Ex-Torwart Corey Schwab unterstützt wurde. Im Sommer 2015 schied der der damals 67-Jährige aus seinen Ämtern aus.
Thomas verstarb im Juli 2025 im Alter von 77 Jahren.

## Erfolge und Auszeichnungen
- 1970 WCHA Second All-Star Team
- 1972 Calder-Cup-Gewinn mit den Nova Scotia Voyageurs
- 1976 Teilnahme am NHL All-Star Game
- 1987 Commissioner’s Trophy